# Paralelo 33
A Paralelo 33 foi uma revista digital portuguesa, lançada oficialmente em março de 2009, na cidade do Funchal, Madeira. Era dirigida por César Rodrigues e contava com uma equipa de mais de 10 colaboradores espalhados por várias cidades portuguesas, dedicando-se totalmente à publicação de artigos sobre artes, cultura, ciência e lazer.